# Uvea (Königreich)
Uvea (französisch Uvéa, wallisianisch ʻUvea; selten auch Wallis) ist ein Königreich auf den Wallis-Inseln und liegt wie die Königreiche Alo und Sigave im französischen Überseegebiet Wallis und Futuna. Nach der Verfassung von 1961 werden die drei Königreiche von Frankreich anerkannt.

## Gebiet
Das Gebiet des Königreichs umfasst die gesamten Wallis-Inseln. Dazu gehören die Hauptinsel Uvea, nach der das gesamte Königreich benannt ist, und einige kleinere Inseln um Uvea herum, die größtenteils nicht bebaut und auch nicht dauerhaft bewohnt sind. Das Königreich liegt 16.500 km von Paris entfernt.

## Geschichte

### Bis 1887
Um das Jahr 1450 wurde das Königreich von Uvea gegründet. 1820 wurde mit der Takumasiva-Dynastie eine bedeutende wallisianische Dynastie wiederhergestellt. Bis zum 5. April 1887 blieb Uvea ein freies Land.

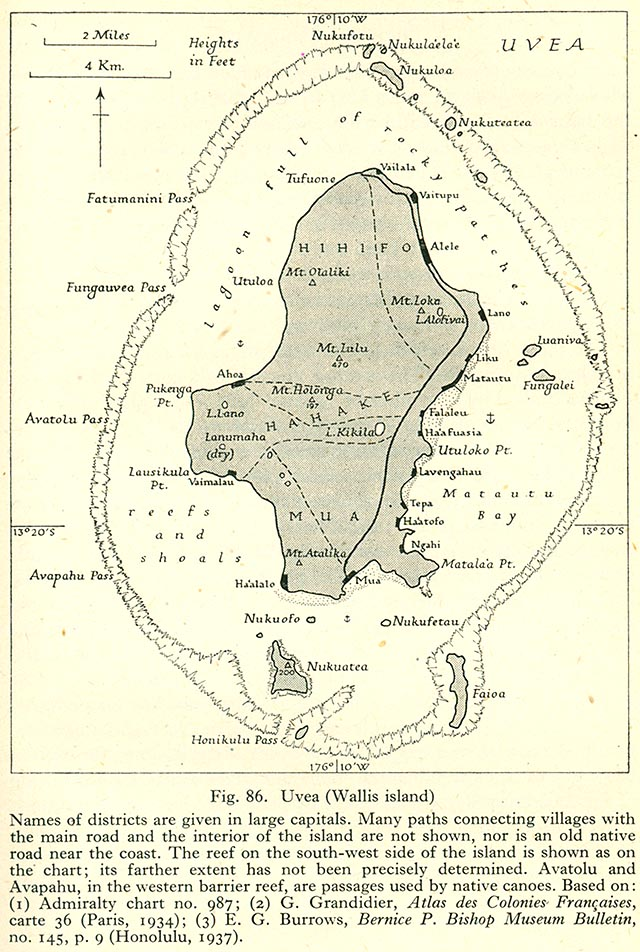
Historische Karte des Königreichs Uvea von 1944

1766 betrat Samuel Wallis als erster Europäer die Wallis-Inseln, das Territorium Uveas, 150 Jahre nach der Entdeckung Futunas. Seitdem ist die Inselgruppe nach diesem britischen Entdecker und Kapitän benannt. Das Königreich behielt hingegen den ursprünglichen Namen der Hauptinsel Uvea.

### Französische Zeit ab 1887
Am 5. April 1887 wurde das Königreich Uvea französisches Protektorat, als die Königin Amélia Tokagahahau Aliki den Protektoratsvertrag unterzeichnete. Am 27. November 1887 wurde Uvea dem ebenfalls französischen Neukaledonien untergliedert. Am 5. März 1888 wurden die Wallis-Inseln mit Futuna (bzw. Horn-Inseln) zum Protektorat Wallis und Futuna zusammengeschlossen. Am 10. Juni 1909 wurde das Gesetz vom 27. November 1887 aufgehoben, jedoch blieben die Bewohner weiterhin dem Gouverneur von Neukaledonien, in seinem Amt als Hoher Kommissar des Pazifischen Ozeans, unterstellt. Vom 16. Juni 1940 bis zum 27. Mai 1942 stand das Gebiet unter dem Vichy-Regime und vom 29. Mai 1942 bis zum 1. Februar 1944 unter Besatzung der Vereinigten Staaten von Amerika.
Am 29. Juli 1961 wurde Wallis und Futuna zu einem territoire d’outre-mer (TOM). Das geschah über ein Referendum über eine Verfassung zusammen mit den übrigen beiden Königreichen. Der damalige König Tomasi Kulimoetoke II. stimmte dem zu. Die Verfassung erkannte die traditionellen Könige an. Durch eine Verfassungsreform am 28. März 2003 wurde Wallis und Futuna zu einer collectivité d’outre-mer (COM), was allerdings keine weiteren Veränderungen für das Königreich mit sich brachte und de facto nur die beiden Begriffe territoire d’outre-mer (TOM) und pays d'outre-mer (POM) zusammenfasste.

### Politische Krise 2005
Im Jahr 2005 begann eine politische Krise, als der Enkel des damaligen 50. Königs Tomasi Kulimoetoke II. betrunken einen Menschen überfahren hatte und verurteilt wurde. Der König widersetzte sich der Verhaftung seines Enkels, was das Verhältnis zum Mutterland Frankreich zum einen, aber vor allem auch das Verhältnis zu einigen Dorfvorstehern verschlechterte. Der damalige Vertreter Frankreichs in Wallis und Futuna, Xavier de Fürst, strich daraufhin die Auszahlung von 5500 € an den König, und es gab Überlegungen, den König abzusetzen. Im Rahmen der Unruhen wurden Teile der Insel für kurze Zeit durch Anhänger des Königs besetzt, bis schließlich ein französischer Vermittler die Autorität des Königs anerkannte und sich die Lage beruhigte. Kulimoetoke II. regierte bis zu seinem Tod 2007.

### Erneute Krise 2016
Im April 2016 gab es eine erneute Krise zwischen zwei Thronanwärtern. So wurde zum einen der Faipule von Hihifo, Tominiko Halagahu, am 15. April als König ernannt. Der ehemalige Präsident der Territorialversammlung Wallis und Futunas, Patalione Kanimoa, wurde am 17. April als Gegenkönig ernannt. Frankreich akzeptierte Patalione Kanimoa am 3. Juni, trotzdem hatten beide eigene Minister ernannt und ihren Anspruch aufrechterhalten. Tominiko Halagahu kritisierte das Einmischen Frankreichs in die inselinternen königlichen Angelegenheiten. Es kam dadurch weiterhin zu Spannungen, da zwei königliche Verwaltungen koexistierten.
Bei der Inthronisation des 52. Königs gab es in Uvea heftige Auseinandersetzungen der beiden Könige. Der mit Patalione Kanimoa rivalisierende ehemalige Faipule von Hihifo Tominiko Halagahu stammt aus einer königlichen Familie, die bis in die vorkoloniale Zeit zurückverfolgt werden kann. Die Häuptlinge der Dörfer von Uvea kündigten an, dass Tominiko Halagahu nach einer zweijährigen Vakanz der neue König von Uvea sein würde, die durch die Absetzung des letzten Königs von Uvea, Kapeliele Faupala, geschaffen wurde. Tominiko Halagahu wurde am 15. April 2016 inthronisiert.
Andere königliche Familien erklärten jedoch, sie würden die Entscheidung der Häuptlinge nicht anerkennen und erklärten, die königlichen Familien seien für die Ernennung des neuen Königs zuständig, die Häuptlinge organisierten die Inthronisation und diese Rollenverteilung könne nicht verändert werden. Unter den Familien, die gegen die Nominierung waren, ist die Familie von Tomasi Kulimoetoke II., der von 1959 bis zu seinem Tod im Jahr 2007 regierte. Sie schlugen Patalione Kanimoa vor, der am 17. April 2016 durch die königlichen Familien inthronisiert wurde. Der französische Präfekt, der das Gebiet verwaltete, erklärte den örtlichen Medien, dass der Staat sich nicht in die örtlichen traditionellen Angelegenheiten einmischen würde. Jedoch hat Frankreich zwei Gesandte aus Neukaledonien nach Uvea bestellt, um die Sicherheit zu gewährleisten. Als Resultat wurde am 3. Juni 2016 Patalione Kanimoa im Namen Frankreichs als neuer König von Uvea anerkannt. Das Eingreifen Frankreichs wurde scharf kritisiert, auch vom Präsidenten der Territorialversammlung von Wallis und Futuna, Mikaele Kulimoetoke.

## Bevölkerung
Im Königreich Uvea, welches die gesamten Wallis-Inseln umfasst, leben 8088 Einwohner (Stand 1. Januar 2023). Die Einwohnerzahl ist rückläufig; im Jahr 2003 lebten hier 10.071 Menschen. Das hängt vor allem damit zusammen, dass es in Uvea wenig Zukunftsperspektiven gibt. Die Wirtschaft ist schwach und es werden wenige Waren zum Verkauf exportiert. Deshalb wandern viele Einwohner in das ebenfalls französische Überseegebiet Neukaledonien ab.
Die meisten Menschen leben an der Küste. Besonders Hihifo und Hahake sind stärker besiedelt oder die Flächen werden anders genutzt. Im Süden in Muʻa gibt es ein großes Waldgebiet und die Siedlungen liegen ausschließlich an der Küste.
97,3 % der Bevölkerung sind Polynesier, der Rest setzt sich vor allem aus Franzosen zusammen. Dadurch ist die Bevölkerung noch sehr einheitlich und traditionell. So ist zum Beispiel die Wallisianische Sprache heute noch die Hauptsprache. Das Französische ist zwar Amtssprache im ganzen Überseegebiet, wird allerdings nur von 10 % der Bevölkerung gesprochen und auch nur von wenigen geschrieben, da die Hälfte der Bevölkerung nicht lesen und schreiben kann. Deswegen ist auch in allen Angelegenheiten, die nur das Königreich alleine betreffen, das Wallisianische die bevorzugte Sprache und somit de facto Amtssprache. Auch der König nutzt für die Verwaltung der Insel das Wallisianische, während bei Entscheidungen für das gesamte Überseegebiet Französisch genutzt wird.
Ein Großteil der Bevölkerung gehört der römisch-katholischen Kirche an. 1837 kamen katholische Missionare auf die Insel, sodass die Insel bis 1840 zum Katholizismus übertrat. Bis heute ist das so geblieben. Viele Sakralbauten zeugen davon. So gibt es in Uvea mehrere Kirchen, Kapellen und auch das Kloster Carmel de Ste. Therese de l’Enfant Jesus. Die Kathedrale in Mata Utu ist die größte und bedeutendste Kirche in Wallis und Futuna. Dort ist auch der Sitz des Bistums Wallis und Futuna.

## Politik
Uvea untersteht der Territorialversammlung von Wallis und Futunas und dem Repräsentanten des französischen Präsidenten, dem Administrateur Supérieur von Wallis und Futuna. In der Territorialversammlung von Wallis und Futuna gehen 13 Sitze an Vertreter aus Uvea – 6 Sitze an Muʻa, 4 Sitze an Hahake und 3 Sitze an Hihifo.
Uvea gehört Wallis und Futunas 1. Wahlkreis an. Zusammen mit Alo und Sigave wird ein Senator in den französischen Senat entsandt. Zusammen mit Alo, Sigave, Neukaledonien und Französisch-Polynesien wird ein Mitglied des Europäischen Parlaments gestellt.

### König
Der König von Uvea (Lavelua) ist für Angelegenheiten zuständig, die nur das Königreich betreffen und nimmt viele repräsentative Aufgaben wahr, während zum Beispiel die Entwicklungshilfen von der Verwaltung des Überseegebiets verwaltet werden. Für die Verwaltung des Königreichs selbst wird der König vom Premierminister von Uvea (Kalae kivalu) und fünf Ministern unterstützt. In jedem Distrikt gibt es mehrere Dörfer mit einem eigenen Dorfvorsteher. Insgesamt gibt es 21 Dorfchefs, die die Bewohner der Dörfer vertreten. Die Faipule als Vorsteher der Distrikte haben die Autorität durch die Dorfvorsteher, welche in der Dorfversammlung gewählt und abgewählt werden.
In Artikel 30 der Verfassung von Wallis und Futuna heißt es, dass die traditionellen Königreiche von der französischen Republik anerkannt werden. Die Gliederung in die Königreiche ist noch sehr stark vorhanden und der Einfluss der Könige und traditionellen Vorsteher ist groß. Es können auch Frauen in das Amt des Königs gewählt werden.
Wenn ein König stirbt, gibt es in der Regel eine sechsmonatige Trauerzeit, in der kein neuer König ernannt werden darf. Danach wird ein neuer König durch die königlichen Familien bestimmt. Teilweise blieb der Thron auch mehrere Jahre vakant.

## Verwaltungsgliederung
Das Königreich Uvea ist das einzige Königreich auf Wallis und Futuna, das noch einmal in drei Distrikte aufgeteilt ist. Jeder Distrikt wird von einem Faipule geleitet. Es gibt in Uvea drei Distrikte:
- Hihifo (Nordteil)
- Hahake (Zentrum)
- Muʻa (Südteil)

In jedem Distrikt gibt es mehrere Dörfer mit einem eigenen Dorfvorsteher. Es gibt auch einige kleine Siedlungen, die einem anderen Dorf der 21 Dörfer zugeordnet sind.

## Infrastruktur

### Luftverkehr
Im Königreich Uvea liegt mit dem Hihifo Airport der internationale Flughafen von Wallis und Futuna. Von dort aus bestehen Verbindungen nach Neukaledonien und Futuna. Diese Flüge werden von Aircalin durchgeführt.

### Straßennetz
In Uvea gibt es sechs routes territoriales, die die meisten Dörfer miteinander verbinden. Die RT1 führt einmal um die Insel herum. Des Weiteren gibt es mehrere kleine Straßen, die in den Dörfern oder zu anderen Stellen führen.

### Schiffsverkehr
Für die Hauptstadt des gesamten Überseegebiets, Mata Utu, wurde von 2010 bis 2013 der wichtigste Hafen der Insel umgebaut und erneuert. In Halalo gibt es außerdem einen Öl- und Flüssiggaspier.

## Wirtschaft
Die Wirtschaft in Uvea ist schwach. Die meisten Menschen leben noch relativ traditionell von Subsistenzwirtschaft. Es werden zum Beispiel Kokosnüsse angebaut oder Schweine gehalten. Vor allem auch die Fischerei ist noch sehr bedeutend. Es gibt wenige feste Arbeitsstellen. Die Förderung von Arbeit wird auch durch Entwicklungsgelder finanziert, die allerdings eher von der Regierung von Wallis und Futuna anstatt vom Königreich selbst verwaltet werden.